# Zygosis
Zygosis är ett släkte av steklar som beskrevs av Förster 1869. Zygosis ingår i familjen glattsteklar.
Släktet innehåller bara arten Zygosis urticeti.